# منصور الشمري
منصور حمدان رضى الشريفي الشمري (مواليد 21 أغسطس 2000) هو لاعب كرة قدم سعودي يلعب حاليًا في نادي الجبيل معار من نادي النصر.

## نادي النصر
مثل اللاعب نادي النصر في المراحل السنية ووقع أول عقد احترافي مع النادي مطلع عام 2020  و إختير لقائمة الفريق في دوري أبطال آسيا عام 2020. و أعير إلى نادي الطائي في صيف 2020 و عاد بعدها إلى نادي النصر وأعير إلى النادي الأهلي مطلع عام 2023 وأعير إلى نادي الحزم في صيف 2023 وأعير إلى نادي الجبلين مطلع عام 2024 وأعير إلى نادي الجبيل في صيف عام 2024.

## الحياة الشخصية
منصور هو شقيق اللاعبين عبد الله الشمري وفارس الشمري.

## وصلات خارجية
- منصور الشمري على موقع Soccerway.com (الإنجليزية)
- منصور الشمري على موقع كووورة